# Iberská unie
Iberská unie (španělsky Unión Ibérica, portugalsky União Ibérica) je označení pro personální unii mezi Portugalskem a Španělskem v letech 1580 až 1640. Unie byla zřízena v důsledku vymření portugalské královské dynastie a trůn nakonec připadl španělské větvi Habsburků.

## Historie

### Vznik
Roku 1578 zemřel v bitvě s Maročany mladý král Sebestián (1557–1578). Sebestián nezanechal žádné potomky, vlády se proto chopil jeho prastrýc, kardinál Jindřich. Bylo však zřejmé, že šestašedesátiletý nemocný Jindřich je pouze přechodným řešením. O portugalský trůn vzniká spor mezi třemi vnuky krále Manuela I.: španělským králem Filipem II., vévodkyní z Braganzy Kateřinou a převorem kláštera v Cratu Antonínem. I přes odbojovou činnost převora Antonína a celkové protišpanělské tendence lidu, podlehla portugalská šlechta tlaku Filipa II. a roku 1581 jej v Tomaru slavnostně provolala portugalským králem pod jménem Filip I. “ Vyčerpaný stát se smířil s personální unií se Španělskem.

### Zlatý věk
Španělsko v době zřízení personální unie představovalo nejmocnější stát Evropy. Po dobytí říše Inků a Aztéků ovládalo velké bohatství Nového světa, porážkou Turků u Lepanta roku 1571 si zajistilo převahu ve Středozemí. Budovalo světovou říši založenou na koloniálním obchodu. Taková orientace byla Portugalsku blízká a vzhledem k pokrevní spřízněnosti obou vládnoucích rodů, vyzněla personální unie se Španělskem jako logické řešení. Král Filip I. při své korunovaci v Tomaru zaručil práva, jež měla Portugalsku v rámci dualistické monarchie uchovat nezávislost a svobody, které mělo dosud. Zavázal se jmenovat do nedůležitějších funkcí pouze rodilé Portugalce, svolávat k projednávání závažných rozhodnutí zemské kortesy, administrativy obou zemí byly zřetelně odlišeny.
Díky španělské podpoře bylo vyřešeno mnoho ekonomických i politických problémů, madridský dvůr přispíval na obchod s Orientem a pomáhal jej organizačně spravovat. Zavedení americké kukuřice pomohlo i jinak trpícímu portugalskému venkovu. Filip I. důsledně dodržoval Tomarské dohody, byla zachována dosavadní úřední, právní i armádní struktura, úředním jazykem byla pouze portugalština, zachována zůstala národní měna. Postupně se však začaly projevovat i negativní důsledky unie.
Spolu se silným spojencem, jehož „zlatý věk“ byl však již pomalu na ústupu, získalo Portugalsko také dva mocné nepřátele, kteří byli naopak na vzestupu, Anglii a Nizozemí, tedy dosavadní tradiční portugalské obchodní partnery. Zákaz obchodu s Anglií a Nizozemskem mohly kompenzovat výhody habsburské říše, přesto však začaly být ještě před koncem Filipovy vlády těžko snesitelné pirátské i oficiální nájezdy nových protivníků na nedostatečně bráněné a řídce obsazené portugalské zámoří. Konec snahy o španělsko–portugalskou nadvládu na moři znamenala porážka společného loďstva Anglií při pokusu potrestat protestantský ostrov roku 1588. Oslabení iberské flotily otevřelo anglickým a nizozemským lodím větší prostor pro obchod se zámořím i možnost ovládnutí mnoha kolonií. Španělská a zejména portugalská koloniální říše se pomalu počíná bortit.
Za vlády Filipa II. (1598 – 1621) začala portugalská nespokojenost s Unií výrazně sílit. Greenwichská smlouva, spojenectví Francie, Anglie a Nizozemska proti Španělsku (a tudíž i Portugalsku), ustanovená na přelomu století, zahájila systematickou likvidaci portugalských pozic. Španělsko roku 1609 uzavřelo s Nizozemskem příměří, bylo to však na úkor Portugalska, neboť jedním z důsledků bylo uznání nizozemského práva na obchod s Indií a Indonésií, ostrovy bohatými na koření, tedy s oblastí, v níž mělo Portugalsko dosud obchodní monopol. Lisabon neměl šanci nepříznivý vývoj zvrátit.

### Konec
Potíže vyvrcholily za vlády Filipa III. (1621 – 1640). Sílící porušování Tomarských úmluv, neúměrné daňové zatížení, povinnost odcházet bojovat za Habsburky ve třicetileté válce – to jsou některé z důvodů, proč se Portugalsko, podníceno mnoha lidovými povstáními, rozhodlo v roce 1640 vydat cestou odporu proti Španělsku. 1. prosince 1640 namířilo 40 spiklenců své meče proti portugalské místodržitelce, vévodkyni z Mantovy, a přinutilo ji podepsat příkazy k vydání pevností se španělskou posádkou a také válečného loďstva. Na místě byl provolán nový král, osmý vévoda z Bragancy, jako Jan IV. Ačkoliv bylo jasné, že Španělsko se se ztrátou Portugalska dobrovolně nesmíří, nezávislost byla vyhlášena.
Nový král Jan IV. (1640-1656) si byl vědom toho – ač se převrat snadno podařil – že mnohem těžším problémem bude nově nabytou nezávislost udržet. Španělsko bylo zatím plně zaměstnáno válkou za udržení Nizozemska, bylo však jen otázkou času, kdy se jeho pozornost obrátí směrem k Portugalsku. Nový král začal hledat spojence mezi Španělskými nepřáteli. Už roku 1641 byl sjednán mír s Anglií, Francií i Švédskem, s pevnou podporou u nich však Jan IV. počítat nemohl. Přes povzbuzující vítězství ve svých koloniích (vyhnání Nizozemců z Brazílie), bylo Portugalsko velmi zranitelné, zvláště když Španělsko roku 1659 uzavřelo Pyrenejský mír s Francií. Přestože byl Madrid poražen, ukončení války mu umožnilo vrhnout zbývající síly proti Lisabonu.